# Asura strigipennis
Asura strigipennis är en fjärilsart som beskrevs av Herrich-Schäffer 1855. Asura strigipennis ingår i släktet Asura och familjen björnspinnare. Inga underarter finns listade i Catalogue of Life.